# Prințesa Alexandra a Bavariei
Prințesa Alexandra Amalie a Bavariei (n. 26 august 1826, Aschaffenburg, Franconia Inferioară, Regatul Bavariei – d. 21 septembrie 1875, München, Imperiul German) a fost membră a Casei de Wittelsbach. Și-a devotat viața literaturii.
Alexandra s-a născut la Schloss Johannisburg în Aschaffenburg, ca al optulea copil și a cincea fiică a regelui Ludwig I al Bavariei și Prințesei Theresa de Saxa-Hildburghausen. Portretul ei de fată tânără a fost pictat de Joseph Karl Stieler pentru "Galeria de frumuseți" pe care o deținea tatăl ei la Schloss Nymphenburg.

## Biografie
Alexandra nu s-a căsătorit niciodată și a fost numită stareță la St. Anna Damenstiftskirche din München; aceasta era o comunitate religioasă pentru femeile nobile. În anii 1850, Prințul Louis Lucien Bonaparte i-a cerut regelui Ludwig mâna Alexandrei însă el era divorțat de soția sa iar Ludwig a refuzat utilizând ca scuză sănătatea precară a Alexandrei.
În 1852 Alexandra a început o carieră literară. Prima ei carte de povestiri s-a intitulat Weihnachtsrosen. Anul următor ea a publicat Souvenirs, pensées et essais (Memorii, gânduri și eseuri). În 1856 a apărut Feldblumen (Flori de câmp); sumele strânse din vânzarea cărții le-a donat orfelinatului Maximilian. În 1858 a apărut Phantasie- und Lebensbilder (Vise și schițe biografice), o colecție de traduceri libere în germană din engleză și franceză. În 1862 ea a tradus în germană o parte a romanelor lui Eugenie Foa. Anul următor a apărut Thautropfen (Roua), o colecție de povestiri traduse în germană din franceză precum și unele povestiri ale ei.
In 1870 Alexandra a publicat Das Kindertheater (Teatru pentru copii), o traducere în germană a unor piese franceze pentru copii de Arnaud Berquin. În același an a apărut Der erste des Monats (Prima lună), o traducere germană a francezului Jean-Nicolas Bouilly.
Alexandra a murit în 1875 la vârsta de 49 de ani la Schloss Nymphenburg. A fost înmormântată la cripta Wittelsbach de la Theatinerkirche din München.